# Клинтон, Грейс
Грейс Кли́нтон (англ. Grace Clinton; родилась 31 марта 2003, Ливерпуль) — английская футболистка, полузащитник женской команды «Манчестер Юнайтед» и женской сборной Англии.

## Клубная карьера
Родилась в Ливерпуле, воспитанница футбольной академии «Эвертона».
15 июля 2022 года Клинтон подписала трёхлетний контракт с клубом «Манчестер Юнайтед».
В январе 2023 года отправилась в аренду в клуб «Бристоль Сити», выступавший в Женском чемпионшипе. Уже на следующий день дебютировала в команде, забив гол на 93-й минуте игры против «Ковентри Юнайтед». Всего в сезоне 2022/23 провела за «Бристоль Сити» 12 матчей и забила 6 голов и помогла команде выиграть Женский чемпионшип.
В августе 2023 года отправилась в аренду в клуб «Тоттенхэм Хотспур», выступающем в Женской суперлиге.

## Карьера в сборной
Выступала за сборные Англии до 17, до 19 и до 23 лет.
В октябре 2023 года получила свой первый вызов в главную женскую сборную Англии. 23 февраля 2024 года дебютировала за сборную Англии в матче против сборной Австрии, отметившись забитым мячом.

## Достижения
«Бристоль Сити»
- Победитель Женского чемпионшипа: 2022/23

#### Международные
- Чемпионат Европы: 2025